# جامعة باتنا
تأسست جامعة باتنا، وهي أول جامعة في ولاية بهار، في 1 أكتوبر 1917 خلال فترة الحكم البريطاني،  وهي الجامعة الحادية عشرة الأقدم في شبه القارة الهندية.
أشرفت الجامعة على امتحانات المؤسسات التعليمية التي تتراوح من نهائيات المدارس إلى مستويات الدراسات العليا. استمر هذا ما يقرب من أربعة عقود، حتى إنشاء جامعة تريبهوفان، كاتماندو، وجامعة أوتكال، بوبانيشوار. 

## التاريخ

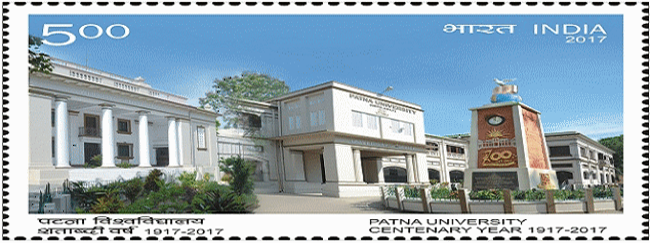
تصوير جامعة باتنا على طابع عام 2017.

تأسست جامعة باتنا في عام 1917 كهيئة تابعة وفاحصة. في 2 يناير 1952، تم تحويلها إلى جامعة تعليمية سكنية بحتة مع الولاية القضائية الإقليمية على العاصمة باتنا. إنها واحدة من أقدم الجامعات في الهند. إنها الأولى في ولاية بيهار. تقع مباني الجامعة في الغالب على ضفة نهر الغانج وفي حرم سيدبور.

## تنظيم
الجامعة مؤسسة تابعة ولها اختصاصها على العاصمة باتنا. إحدى عشر كلية تابعة لهذه الجامعة.

## الكليات والأقسام
تضم جامعة باتنا 30 قسمًا منظمًا في ثماني كليات: العلوم والإنسانيات والتجارة والعلوم الاجتماعية والتعليم والقانون والفنون الجميلة والطب. 

### كلية العلوم
تتكون هذه الكلية من أقسام الفيزياء والكيمياء والرياضيات وعلم النبات وعلم الحيوان والإحصاء والجيولوجيا.

### كلية العلوم الإنسانية
تتكون هذه الكلية من أقسام اللغة الإنجليزية والهندية والتاريخ الهندي القديم والآثار والبنغالية والسنسكريتية والميثيلية والفارسية والفلسفة والعربية والأردية.

### كلية العلوم الاجتماعية
تتكون هذه الكلية من أقسام التاريخ والجغرافيا وعلم النفس والتاريخ الهندي القديم وعلم الآثار والاقتصاد والإدارة الشخصية والعلاقات الصناعية وعلم الاجتماع والعلوم السياسية والإدارة العامة.

### كليات الحقوق والتربية والتجارة والفنون الجميلة والطب
تتألف كل كلية من قسم واحد فقط، وهو القانون والتعليم والتجارة والفنون الجميلة.

## التعليم التقليدي والتعليم عن بعد
تقدم الجامعة والكليات والمؤسسات التابعة لها دورات جامعية ودراسات عليا في مجالات مختلفة مثل القانون وتدريب المعلمين والعلوم والفنون والتجارة والطب والهندسة. يعتمد القبول في هذه الدورات بشكل أساسي على نتيجة الثانوية العليا (10 + 2) والتخرج (10 + 2 + 3) على التوالي. يجب على الطامحين لبرامج المستوى البحثي الخضوع لاختبار مؤهل (RET) يتبعه مقابلة. منذ عام 1974، يوجد بالجامعة أيضًا مديرية للتعليم عن بعد لإجراء الدراسات العليا في التعليم عن بعد.

## روابط خارجية
- الموقع الرسمي